# Francesc Xavier Ciuraneta i Aymí
Francesc Xavier Ciuraneta Aymí (Palma d'Ebre, Ribera d'Ebre, 12 de març de 1940 – 11 de novembre de 2020) fou un eclesiàstic català. Va ser bisbe de Lleida durant la partició de la diòcesi de Lleida i va ser un dels defensors de les obres d'art de la Franja. També va ser bisbe de Menorca durant vuit anys.

## Biografia
Fou ordenat sacerdot el 28 de juny de 1964 i el 12 de juny de 1991 va ser nomenat bisbe de la Diòcesi de Menorca. A Menorca durant el seu pontificat se celebrà l'Assemblea Diocesana (1966-1967).
El 29 d'octubre de 1999 va ser nomenat bisbe de la diòcesi de Lleida, càrrec que ocuparia fins a febrer del 2007, quan el Papa va acceptar la seva renuncia per motius de salut. Durant aquests anys va gestionar la construcció d'un nou edifici de Càritas diocesana, la remodelació l'Acadèmia Mariana i la construcció de la Casa d'Espiritualitat, així com les parròquies de Santa Teresa Jornet i Sant Antoni Maria Claret de Lleida. Va impulsar el document Arrels cristianes de Lleida i va impulsar la beatificació dels màrtirs de la persecució religiosa de 1931-1939. També va destacar per la defensa de les obres de la Franja.
L'any 2007 rep la Creu de Sant Jordi de la Generalitat de Catalunya. El mateix any va rebre la Medalla de la Ciutat de Lleida per la recuperació de l'Acadèmia Mariana i la seva trajectòria pastoral i científica a l'Institut de Ciències Religioses.
Va morir el dia 11 de novembre de 2020 a la seva Palma d'Ebre natal i fou enterrat a la Catedral Nova de Lleida.